# Хуайжоу
Хуайжо́у (кит. упр. 怀柔, пиньинь Huáiróu) — район городского подчинения города центрального подчинения Пекин (КНР).

## География
90 % территории района составляют горы. 69 % территории района покрыто лесами, из-за чего его называют «лёгкими Пекина».

## История
Во время борьбы царства Янь с царством Цинь территория Хуайжоу занимала важное стратегическое положение.
С 1928 года уезд входил в состав провинции Хэбэй. В 1935 году при поддержке Японии в восточной части провинции Хэбэй было создано Антикоммунистическое автономное правительство Восточного Цзи, и эти земли вошли в его состав. 1 февраля 1938 года восточнохэбэйская автономия была поглощена другим прояпонским марионеточным режимом — Временным правительством Китайской Республики, который 30 марта 1940 года вошёл в состав созданной японцами марионеточной Китайской Республики. После Второй мировой войны над этими землями была восстановлена власть гоминьдановского правительства.
После образования КНР вошёл в состав Специального района Тунсянь (通县专区). В 1958 году Специальный район Тунсянь был расформирован, и уезд был передан в подчинение властям Пекина. 31 декабря 2001 года стал районом Пекина.

## Административное деление
Район Хуайжоу делится на 2 уличных комитета, 3 местных комитета, 12 посёлков и 2 национальные волости.

## Наука
В районе расположен кампус Пекинского института физики высоких энергий.

## Достопримечательности
- Храм Хунло
- Мутяньюй — участок Великой стены